# Sébastien Feller
Sébastien Feller (* 11. März 1991 in Thionville) ist ein französischer Schach-Großmeister.

## Werdegang
Feller siegte oder belegte vordere Plätze in mehreren Turnieren: 2.–3. Platz beim Turnier in Mülhausen (2006), 1. Platz bei der französischen U20-Juniorenmeisterschaft in Le Grand-Bornand (2007), 1. Platz beim 22. Open in Le Touquet (2007), 3. Platz beim A Turnier in Nancy (2009) und 1. Platz beim Turnier 1er Grand Prix de l’Essonne in Orsay/Évry (2009) mit einer Elo-Performance von 2802. Feller gewann die Pariser Meisterschaft 2010 mit einer Elo-Performance von 2859. Im Jahr 2007 erhielt er den Titel Internationaler Meister, im selben Jahr wurde er Großmeister.

## Mannschaftsschach

### Nationalmannschaft
Feller gab sein Debüt in der französischen Nationalmannschaft beim Mitropapokal 2007, den er mit der Mannschaft gewann. Auch bei der Mannschaftseuropameisterschaft 2009 und bei der Schacholympiade 2010 spielte er in der französischen Mannschaft.

### Vereinsschach
Feller wurde bereits als Elfjähriger in der Saison 2001/02 einmal in der höchsten französischen Spielklasse bei Vandœuvre-Echecs eingesetzt, bei dem er auch in den drei folgenden Saisons insgesamt elfmal in der ersten Mannschaft spielte. In der Saison 2005/06 spielte er bei Echiquier Niçois, ab der Saison 2006/07 bis zur Saison 2014/15 bei Évry Grand Roque, mit dem er 2009 französischer Mannschaftsmeister wurde. Seit 2018 spielt er für Metz Fischer.
In der deutschen Schachbundesliga spielte er in der Saison 2006/07 für den SC Bann, in der Saison 2008/09 für den SC Remagen, in der Saison 2010/11 für Werder Bremen und in der Saison 2016/17 für die SG Speyer-Schwegenheim.
In Belgien spielte Feller von 2006 bis 2008 bei Royal Namur Echecs und von 2010 bis 2012 bei La Tour d’Ans-Loncin; seit der Saison 2016/17 spielt er für die Schachfreunde Wirtzfeld, mit denen er 2018 Meister wurde. In der luxemburgischen Division nationale spielte er in der Saison 2003/04 in der zweiten Mannschaft von CE Dudelange, von 2004 bis 2008 bei Gambit Bonnevoie und von 2008 bis 2012 bei Le Cavalier Differdange; seit der Saison 2015/16 spielt er für Luxembourg 1915.
In der Schweizer Bundesliga spielte Feller in der Saison 2015/16 für Schwarz-Weiss Bern.

## Betrugsvorwürfe und Sperre
Für die französische Nationalmannschaft spielte Feller bei der Schacholympiade 2010 in Chanty-Mansijsk, wo er eine individuelle Goldmedaille für sein Ergebnis am 5. Brett gewann.
Anfang 2011 wurden Vorwürfe öffentlich, wonach Feller bei einigen seiner Partien in diesem Turnier auf externe Hilfe zurückgegriffen haben soll. In die Affäre sind Nationaltrainer Großmeister Arnaud Hauchard und der Internationale Meister Cyril Marzolo verwickelt. Demnach habe Marzolo die von einem Computerprogramm gegebenen Zugvorschläge per SMS übermittelt und Hauchard sie vor Ort durch abgesprochene Signale an Feller weitergegeben. Nach einer ausgiebigen Analyse des Falles und Würdigung von Zeugenaussagen sprach die Disziplinarkommission des Französischen Verbandes hohe Strafen gegen die Beteiligten aus. Feller erhielt eine fünfjährige Sperre, wovon zwei Jahre auf Bewährung ausgesetzt sind, in denen er gemeinnützige Arbeit für den Schachverband leisten muss. Bei der Strafzumessung wurde Fellers jugendliches Alter berücksichtigt. Die Urteile wurden von Feller vor einem Zivilgericht angefochten und das Urteil von diesem wegen eines Formfehlers für nichtig erklärt. Ende Juli 2012 verhängte die Ethik-Kommission der FIDE gegen Feller eine Sperre von zwei Jahren und neun Monaten.